# 瀧之上信號場
瀧之上信號場（日语：／ Takinoue shingojyou */?）位於日本北海道夕張市瀧之上，原是北海道旅客鐵道（JR北海道）的車站，於2024年3月16日廢站，降格為信號場。

## 車站構造
相對式與島式月台，擁有2面3線的無人車站。1號線為下行主線、2號線為上行主線，3號線作為待避線使用。

## 車站周邊
- 國道274號
- 石狩瀧之上簡易郵局
- 夕張市瀧之上名産中心
- 瀧之上公園
- 夕張鐵道（日语：夕張鉄道）（夕張巴士）「瀧之上站前」巴士站

## 历史
- 1897年2月16日：北海道煤礦鐵道開通時設立。一般車站。
- 1906年10月1日：北海道炭礦鐵道國有化，成為官設鐵道。
- 1981年5月25日：廢止貨運業務。同時降為無人車站
- 1987年4月1日：國鐵分割民營化後成為JR北海道轄下的車站。
- 2024年3月16日：由於客量長期處於極低水平而廢站[1][2][3]。

## 相鄰車站
北海道旅客鐵道（JR北海道）
■石勝線
川端（K17）－（瀧之下信號場）－（瀧之上信號場）－（十三里信號場）－新夕張（K20）

## 外部連結
- JR北海道瀧之上站網頁 （页面存档备份，存于）
- （日語）全驛參觀之旅 （页面存档备份，存于）